# Underwood (Schiff)
Die USS Underwood (FFG-36) war eine zur Oliver-Hazard-Perry-Klasse gehörende Fregatte der United States Navy, die im Januar 1983 in Dienst gestellt wurde. Das Schiff hatte eine aktive Laufbahn von 30 Jahren, seine Außerdienststellung erfolgte im März 2013. Seitdem lag die Underwood in der Reserveflotte. 2023 erfolgte der Abbruch der Fregatte in Brownsville.

## Geschichte
Die Underwood wurde am 30. Juli 1981 bei Bath Iron Works auf Kiel gelegt und lief am 6. Februar 1982 vom Stapel. Erster Kommandant nach Indienststellung am 29. Januar 1983 wurde Commander Paul Andrew C. Beck II. Benannt war das Schiff nach United States Navy Captain Gordon Waite Underwood (1910–1978).
In seiner dreißigjährigen Dienstzeit kam das Schiff zumeist in der Karibikregion sowie vor der Küste Lateinamerikas zum Einsatz. Hauptaufgabe war dort die Überwachung von illegalem Drogenverkehr in Zusammenarbeit mit der United States Coast Guard. Die Underwood leistete zudem humanitäre Hilfe, unter anderem nach dem Erdbeben in Haiti 2010.
Am 8. März 2013 wurde das Schiff in der Naval Station Mayport in Jacksonville (Florida) außer Dienst gestellt und zur Reserveflotte überführt. Die Underwood lag zehn Jahre lang in der Reserveflotte, ehe sie im Februar 2023 zum Abbruch im texanischen Brownsville eintraf.